# Discovery Channel Telescope
Koordinaten: 34° 44′ 40″ N, 111° 25′ 20″ W
Das Discovery Channel Telescope (DCT) ist ein vom Lowell-Observatorium und vom Discovery Channel betriebenes optisches Großteleskop.
Der Bau des DCT an einem Standort nahe Happy Jack (Arizona) wurde im Februar 2012 abgeschlossen, im April 2012 sah es „erstes Licht“. Das DCT ist ein altazimutal montiertes Teleskop mit 4,3 m (170 Zoll) Hauptspiegeldurchmesser. Es ist besonders für Beobachtungen mit großem Gesichtsfeld ausgelegt.

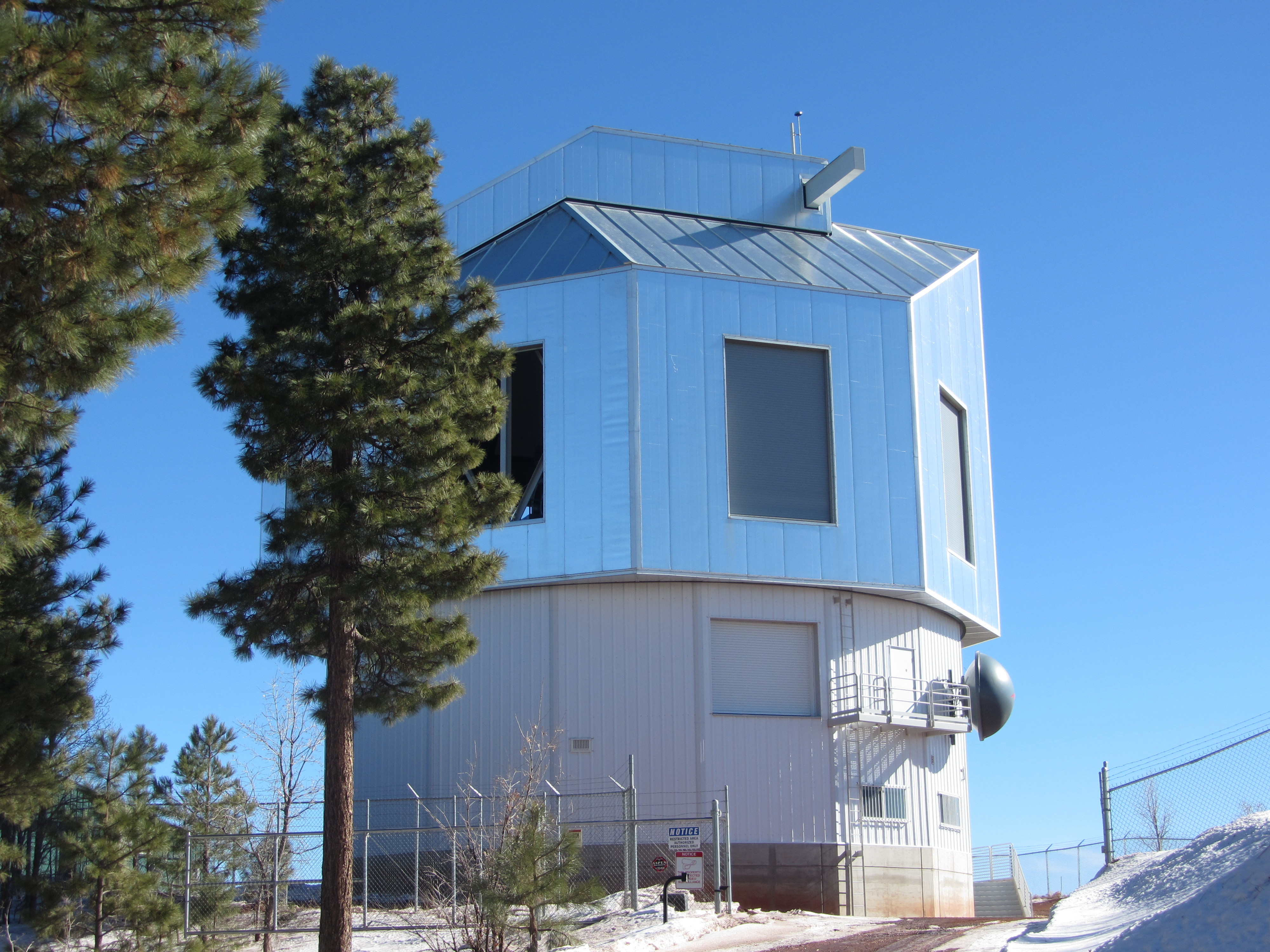
Gebäude des Teleskops
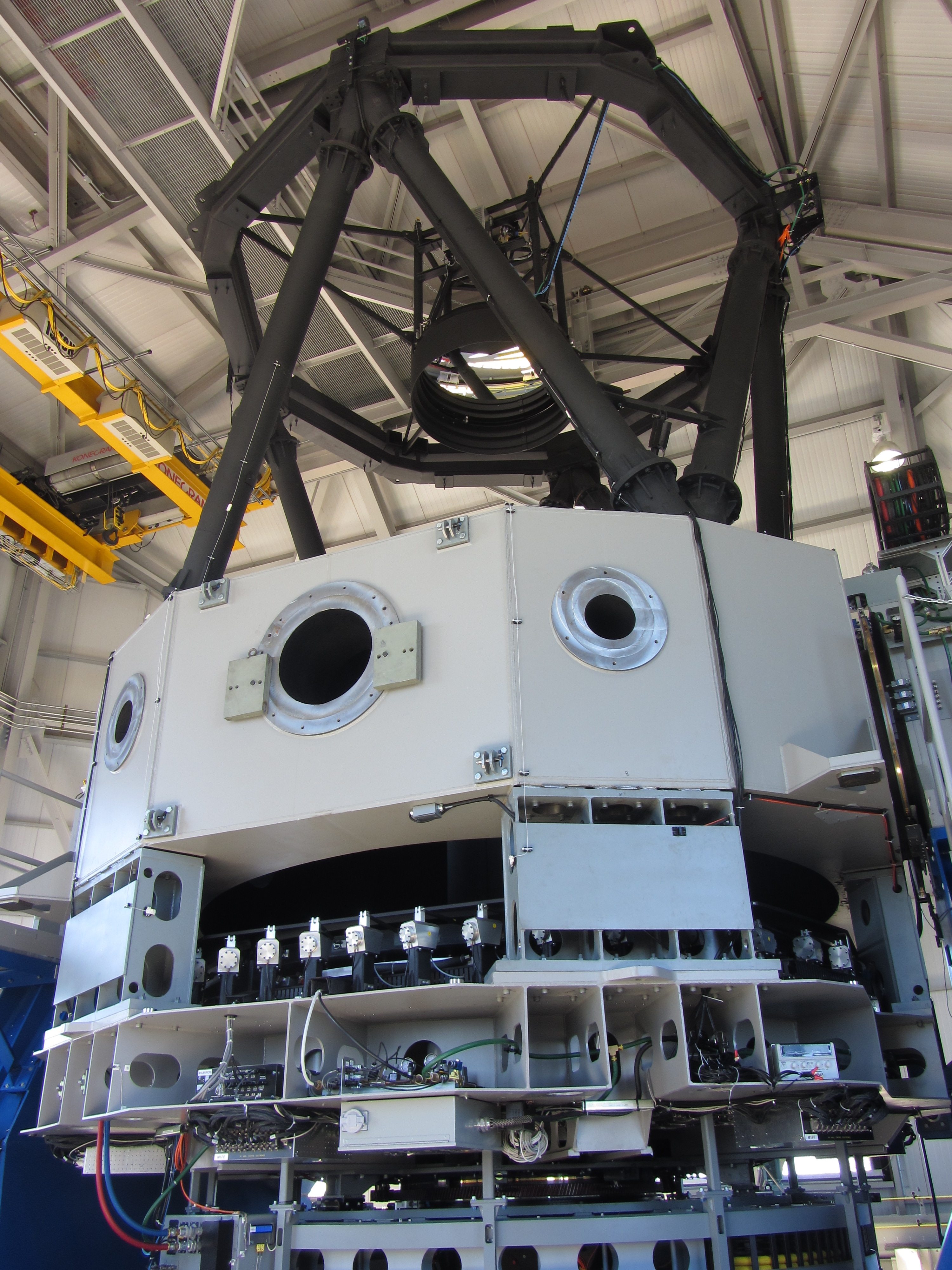
Das 4,3-m-Teleskop